# ATLANTIS-2

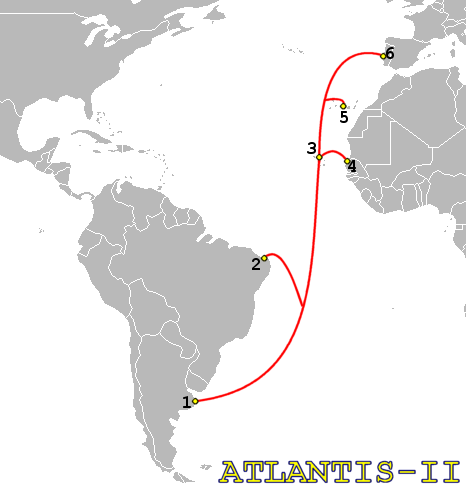
Recorrido del cable

ATLANTIS-2 es el nombre que recibe un cable submarino transatlántico de fibra óptica, que une América del Sur con África y Europa. Sus extremos se ubican en la localidad Argentina de Las Toninas y Conil de la Frontera, en España. Este es el primer cable submarino en unir América del Sur y el continente de África.
 A lo largo de sus aproximados 12 000 km, une las localidades de Las Toninas, en Argentina, Fortaleza en Brasil, Dakar en Senegal, Praia en Cabo Verde, El Médano en Tenerife, Islas Canarias y Lisboa en Portugal.
La capacidad de transmisión del cable es de 160 Gbps, pero solo se utilizan 40 Gbps. Su instalación data de 1999, aunque entró en funcionamiento en febrero de 2000, y fue el 10 de mayo de ese año que se habilitó su utilización, con una transmisión entre el ex presidente de Brasil, Fernando Henrique Cardoso y el ex primer ministro portugués: António Guterres. Es un cable de tipo DWDM.